# Malinké de l'Ouest
Cet article concerne le malinké de l'Ouest. Pour le peuple malinké ou les autres variantes de malinké, voir Malinké (peuple d'Afrique) et Mandingue (langue).
Le malinké de l'Ouest est une langue mandingue parlée au Mali, au Sénégal et en Gambie par les Malinkés.

## Caractéristiques
C'est une langue proche mais différente du malinké de Kita et du malinké de l'Est. Elle est aussi proche du khassonké au Mali et du mandinka en Gambie.

## Emprunts français
Le français a emprunté quelques mots au malinké, notamment balafon et boubou.

## Lexique
(référence)
- Mandingue : Mániŋka ou Mániŋkóo (forme déterminée)
- Européen : tíbaabóo ou Túbaabu
- la langue mandingue: mánìŋkàkáŋò
- femme : músu
- homme : kée
- fille : Suŋkutu ou dimmusu
- enfant : dindiŋ ou diŋ
- eau : jii
- pain : buruu
- nourriture : domori
- manger : domo
- main : bulu
- peau : gúlu
- imbécile : hakilintaŋ
- intelligent : hakilimaa
- D'accord : Iyo
- Non : ayí
- Peut-être : sámbíi
- partir : Taga
- Chef : mánsa
- noble : foro
- noblesse : foroya
- fusil : gidi
- ancêtre : bemba
- père/papa : baabá
- mère/maman : naa
- grand-père : mámakee
- grand-mère : mámamusu
- petit-fils ou petite-fille : mámariŋ
- pagne : fáganu
- dégage : bo
- entrer : dúŋ
- sortir : funti
- courir : bori
- argent : godi
- pauvre : fáŋkantaŋ
- riche : fáŋkamaa
- fou : fenduntoo ou faatoo
- devenir fou : feŋ dúŋ ou faatooyaa
- rendre fou : faatooyándiŋ
- menteur : fáni
- danse : dóŋ
- vendre : waafu
- Fer : néɣe
- Cheval : súu
- Lion : játa ou ñamfeŋ
- Oiseau : kóno
- Chien : wúlu
- Chat : ñáŋkuma
- Vache : ñínsi
- Champ : kenàa
- arachide : tiga
- Mais : maka
- mil : ñóo
- Va au champ : Tagá kenáa to
- Ce travail m'a fatigué : Ñíŋ baaráŋ ŋe ŋ bátaa lée
- fúunee : albinos
- mourir : moo
- soleil : tili
- Kora : koro, korobata
- Cause : sabou
- Appeler : kilii

## Alphabets
Le malinké de l'Ouest peut s'écrire avec les alphabets latin, arabe ou n'ko[réf. nécessaire].